# Entypophana biapicata
Entypophana biapicata är en skalbaggsart som beskrevs av Moser 1913. Entypophana biapicata ingår i släktet Entypophana och familjen Melolonthidae. Inga underarter finns listade i Catalogue of Life.